# Автономное Силезское воеводство
Силе́зское воево́дство (пол. Województwo śląskie, нем. Woiwodschaft Schlesien) — польская автономия в 1920—1939 гг.

## История

### В период парламентаризма (1921—1926)
Создана в результате плебисцита в 1921, Женевских конвенций, трех силезских восстаний, и разделения Верхней Силезии между Польшей, Германией и Чехословакией. 15 июля 1920 года Законодательным Сеймом был принят Органический статут Силезского воеводства (Statut Organiczny Województwa Śląskiego), согласно которому Восточная Верхняя Силезия была провозглашена парламентской автономией, представительным органом которой стал Силезский Сейм, избиравшийся народом по пропорциональной системе сроком, исполнительным органом — Воеводский совет, избиравшийся Силезским сеймом. На первых выборах в парламент автономии в 1922 года первое место занял правивший тот момент в Польше блок христианско-демократической и национально-демократической партии, с преобладающей ролью христианских демократов, в парламент автономии также прошли блок из немецких партий (занял второе место), немецкая социал-демократия, польская социалистическая партия и польская народная партия «Пяст».

### В периодсанационного режима(1926—1939)
В 1926 году после государственного переворота и захвата власти в Польше Силезский Сейм был распущен, выбираемый сеймом воевода был заменён назначаемым. 25 марта 1930 году были проведены очередные выборы в парламент автономии, на которых первое место занял немецкий блок, пилсудчики и христианские демократы заняли второе и третье место, получив примерно равное количество голосов. Однако уже 25 сентября того же года после принятия региональным парламентом бюджета, угрожающего чрезмерным дефицитом, он был распущен, а на прошедших в ноябре выборах немецкий блок получил вдвое меньше голосов. После присоединения к Польше Тешинской Силезии в 1938 году она была присоединена к Автономному силезскому воеводству.

### В период оккупации Третьим рейхом (1939—1945)
После оккупации Польши Германией осенью 1939 года Восточная Верхняя Силезия была присоединена к Германии в качестве Административного округа Каттовиц в составе прусской провинции Верхняя Силезия. После войны Силезское воеводство было окончательно официально упразднено 6 мая 1945 решением Крайовой Рады Народовой, которая также отменила автономию.

## Экономика
Силезское воеводство было самым маленьким по площади из воеводств Второй Речи Посполитой, его площадь в 1921 году была равна 4216 км², а по состоянию на 1938 г., после оккупации Польшей части Тешинской Силезии 5021 км².
Автономное Силезское воеводство было богатым и весьма развитым из всех воеводств межвоенной Польши. Экономика края была основана на горнодобывающей и металлургической промышленности. Причина его состоятельности — богатые залежи угля, для разработки которого была построена сеть угольных шахт и металлургических заводов, где по состоянию на 1923 год добывали 73 % угля, 87,7 % цинка, 71 % стали и 99,7 % производства свинца по отношению ко всем соответствующим разработкам в Польше.
Ресурсы воеводства делали его стратегически важным регионом для польского производства вооружения. Однако расположение воеводства прямо на границе с Германией делало его промышленность уязвимой. Поэтому Польское правительство в середине 1930-х решило переместить сектор тяжёлой промышленности в центр государства, создав Центральный индустриальный регион.
Обладая чрезвычайно эффективным потенциалом сельского хозяйства, Силезское воеводство также было важным производителем продовольствия, несмотря на свои малые размеры. В экономику автономного края был обильно вовлечён иностранный капитал, в основном немецкий. Позже место немецких компаний всё чаще стал заменять французский, бельгийский и американский капитал, отток которого, впрочем, произошёл из-за германо-польского конфликта, который достиг своего апогея в 1925 году и выразился в тарифной войне.
Германская внешняя политика в это время была нацелена на то, чтобы дестабилизировать экономическую и политическую ситуацию в Польше, а, если возможно, то привести и к гражданской войне, чтобы в конечном итоге было возможно добиться пересмотра границ. Экономические санкции Германии особенно повлияли на экономику Автономной Силезской провинции, которая оказалась близка к краху. Ситуация несколько стабилизировалась благодаря субсидиям из Варшавы и американским инвестициям в сталелитейную промышленность, а также забастовкам шахтёров в Англии.

## Политика
Автономное Силезское воеводство являлось автономной областью в составе Польше с парламентской, а с 1926 года с губернаторской формой. Представительный орган — Силезский парламент (Sejm Śląski, Schlesisches Parlament), перед которым нёс ответственность исполнительный орган — Силезский воеводский совет (Wojewodschaftsrat, Śląska Rada Wojewódzka), состоявший из воеводы, вице-воеводы (wicewojewoda) и 5 членов Силезского воеводского совета, избирался народом по пропорциональной системе по 3 многомандатным округам (Каттовиц, Крулевска-Хута, Цешин), наиболее влиятельными партиями представленными в нём были:
- Польская партия христианской демократии (Polskie Stronnictwo Chrześcijańskiej Demokracji, PSChD) — пользовалась наибольшим влиянием среди поляков-католиков сельских районов воеводства, образовывала совместно с ND Национальный блок (Blok Narodowy), в котором доминировала PSChD, в 1922—1930 гг. блок был самой влиятельной политической силой, в 1930 году часть электоральной ниши PSChD перешла Национально-христианскому объединению труда (Narodowo-Chrześcijańskie Zjednoczenie Pracy), выступавшему в поддержку сильной президентской власти (в 1930 году получило 10 мандатов), оставшаяся часть электоральной ниши дала PSChD в 1930 году 13 мандатов;
- Национальная демократия (Narodowa Demokracja, ND) — пользовалась влиянием как среди поляков-католиков, так и поляков-протестантов сельских районов воеводства, образовывала совместно с PSChD Национальный блок (Blok Narodowy), в котором доминировала PSChD, в 1922—1930 гг. блок был самой влиятельной политической силой, в 1930 году ND в воеводстве потеряла влияние вместе её электоральная ниша перешла Национально-христианскому объединению труда (Narodowo-Chrześcijańskie Zjednoczenie Pracy), выступавшему в поддержку сильной президентской власти (в 1930 году получило 10 мандатов);
- Польская социалистическая партия (Polska Partia Socjalistyczna, PPS) — наибольшим влиянием пользовалась среди поляков городских районов воеводства, в 1922 году получила 8 мандатов, в 1930 году — 4 мандата, в ноябре того же года — 1 мандат;
- Национальная рабочая партия (Narodowa Partia Robotnicza, NPR) — наибольшим влиянием пользовалась среди поляков, переселившихся из бывшего Царства Польского, проживавших в городских районах воеводства, на выборах 1922 года смогла получить 7 мест, уступая по влиянию ППС, на выборах 1930 года — 3 места
- Польская народная партия «Пяст» (Polskie Stronnictwo Ludowe «Piast», PSL «Piast») — большим влиянием в воеводстве не пользовалась, за исключением польской части Тешинской Силезии
- Немецкая партия (Deutsche Partei, DP) — создана в 1922 году путём объединения восточно-верхне-силезских НННП, ННП, НДП, наибольшим влиянием пользовалась среди немцев-протестантов и германизированных поляков-протестантов сельских районов, образовывала вместе с KVP Немецкий избирательный блок (Deutschen Wahlblock), в Силезском парламенте Немецкий блок (Deutschen Klub), в обеих структурах KVP и DP пользовались примерно равным влиянием, в 1922—1930 гг. — блок являлся второй по влиянию политической силой, в мае 1930 года стал самой влиятельной политической силой в воеводстве (15 мандатов), в ноябре того же года получила 7 мандатов (в одном из избирательных округов кандидатский список Немецкого избирательного блока был снят с выборов);
- Немецкая католическая народная партия (Katholische Volkspartei, KVP) — наибольшим влиянием пользовалась у немцев-католикови германизированных поляков-католиков, образовывала вместе с DP Немецкий избирательный блок (Deutschen Wahlblock), в Силезском парламенте Немецкий блок (Deutschen Klub), в обеих структурах KVP и DP пользовались примерно равным влиянием, в 1922—1930 гг. — блок являлся второй по влиянию политической силой, в мае 1930 года стал самой влиятельной политической силой в воеводстве (15 мандатов), в ноябре того же года получила 7 мандатов (в одном из избирательных округов кандидатский список Немецкого избирательного блока был снят с выборов);
- Немецкая социал-демократическая партия Польской Верхней Силезии (Deutsche Sozialdemokratische Partei Polnisch-Oberschlesiens, DSP) большим влиянием в воеводстве в целом не пользовалась, наибольшим влиянием пользовалась среди немцев, германизированных поляков и германизированных евреев городских районов воеводства, на выборах 1922 года смогла провести 2 депутатов, образовывала общую фракцию совместно с PPS
- Коммунистическая партия Верхней Силезии (Kommunistische Partei Oberschlesiens) большим влиянием в воеводстве в целом не пользовалась, наибольшим влиянием пользовалась в городских районах воеводства, на выборах 1930 года смогла провести 2 депутатов
- Немецкий народный союз Польской Силезии (Niemiecki Związek Ludowy dla Polskiego Śląska, Deutscher Volksbund für Polnisch-Schlesien) — объединяла немцев-фашистов, большим влиянием в воеводстве в целом не пользовалась

## Силовые структуры
- Полиция Силезского автономного воеводства (Policję Województwa Śląskiego)

## Религия
- Епархия Катовице — объединяла большинство поляков-католиков (как германизированных так и не германизированных) и немцев-католиков и большинство верующих вообще
- Унионистская евангелическая церковь Польской Верхней Силезии (Unierte Evangelische Kirche in Polnisch Oberschlesien) — объединяла преимущественно немцев-лютеран и немцев-кальвинистов, а также германизированных поляков-лютеран и германизированных поляков-кальвинистов, управлялась земельным синодом (Landessynode), земельным церковным советом (Landeskirchenrat) и президентом (Kirchenpräsident)
- Старокатолическая община — объединяла преимущественно немцев-старокаликов и германизированных поляков-старокатоликов
- Епархия Евангелическо-аугсбургской церкви в Польской Республике — объединяла преимущественно поляков-лютеран, а также немцев-лютеран, переселившихся из бывшего Царства Польского

## СМИ
Существовала радиостанция вещавшая на средних волнах на польском языке — Радио Катовиц (Radio Katowice) принадлежавшая PR, на длинных волнах была доступна Радио Варшава I, также принадлежавшая PR, вещавшая из Варшавы.

## Административное деление
| Район          | площадь(км²) | Районный центр и численность его населения | Население района | Прочие города района                        |
| -------------- | ------------ | ------------------------------------------ | ---------------- | ------------------------------------------- |
| Бельский       | 314          | Бельско — 84 916                           | 22 332           |                                             |
| Цешин          | 664          | Цешин — 81 087                             | 15 324           | Скочув                                      |
| Катовице       | 170          | Катовице — 341.203                         | 126.058          | Мысловице, Семяновице-Слёнске (с 1932 года) |
| Крулевска-Хута | 6            | Крулевска-Хута — 101 977                   | 101 977          |                                             |
| Люблинец       | 706          | Люблинец — 45 232                          | 5 566            | Возники                                     |
| Пщина          | 1072         | Пщина — 162 015                            | 7 660            | Берунь Миколув, Тыхы (с 1933)               |
| Рыбник         | 893          | Рыбник — 212 829                           | 19 268           | Водзислав-Слёнски, Жоры                     |
| Свентохловице  | 83           | Свентохловице — 201 176                    | 26 706           | Пекары-Слёнске (с 1934)                     |
| Тарновске-Гуры | 250          | Тарновске-Гуры — 64 592                    | 13 582           | Мястечко-Слёнске                            |

Городские поветы — Катовице, Бельско, Крулевска-Хута.

## Демография
По переписи населения 1931 года, 92,3 % населения заявили что польский их родной язык, что делает его наиболее употребляемым языком всего воеводства. Немецкий язык — 7 % и «еврейский язык» — лишь 0,5 %, что было самым низким процентом по всей стране. Поляки жили преимущественно в сёлах (95.6 % сельского населения), тогда как немцы предпочли города (12.9 % из населения городов Автономного Силезского воеводства было немецким).
Плотность населения (299 человек / 1 км²) была самой высокой в стране (сравнения — в Полесском воеводстве плотности составляла всего 31 человека / 1 км²). 1 января 1937, покрытие лесом составило 27,9 % области (с национальной средней величиной 22,2 %). Плотность железной дороги была самой высокой в стране (18.5 км/100 км², для сравнения — в Полесском воеводстве было лишь 3.1 км/100 км²) В 1931, неграмотность составляла лишь 1,5 % населения (с национальной средней величиной 23,1 %, в Полесском воеводстве — 48,4 %).